# Juan Quiroga
Juan Antonio Quiroga Rojas (La Serena, Chile, 28 de marzo de 1973) es un exfutbolista chileno. 

## Trayectoria
Comienza a formarse futbolísticamente en la academia Santa Inés, famosa en dicha ciudad. Luego en 1992 debuta en Deportes La Serena jugando como mediocampista, para anotar su primer tanto en la temporada siguiente en un encuentro ante Temuco (1-0, 06-09-1993). Sus buenas campañas lo llevaron a fichar por la "U" campeona en 1995, donde hasta el Apertura 1997 jugó 19 partidos, marcando apenas tres dianas.
Luego fue a préstamo a Deportes Puerto Montt un año para volver en 1998 a los azules. Tuvo un bajón en lo personal en lo futbolístico para volver con las pilas cargadas. Con los salmoneros llegó a ser uno de los artilleros históricos del club en primera con 27 goles. Renacía su talento y creaba una importante cuota de gol y era campeón de la Copa Chile en 1998.
En 2002 saltó a Temuco y desde 2003 que brilla en Cobresal. Sus 61 conquistas con los mineros en 133 pleitos dan muestras de su talento y poderío.
Un especialista en penales que se dio el lujo de marcar quince consecutivos. Sólo un malogrado remate ante Colo Colo en el Monumental, quebró la impresionante racha. Fue en el Clausura 2002 con la casaquilla albiverde.
Luego, en el 2003, aparece contratado en Cobresal, donde se destaca en cada partido que juega anotando muchos goles en los 4 años que jugó por tal equipo.
En el 2007, vuelve a su natal ciudad, La Serena, la que lo vio nacer y vio sus goles y jugadas maestras, como un jugador desequilibrante.
En 2009, y luego de un opaco primer semestre en Deportes La Serena, ficha por su archirrival Coquimbo Unido club donde termina su dilatada carrera.

## Clubes
| Club                  | País  | Año       |
| --------------------- | ----- | --------- |
| Deportes La Serena    | Chile | 1992-1994 |
| Universidad de Chile  | Chile | 1995-1997 |
| Deportes Puerto Montt | Chile | 1997      |
| Universidad de Chile  | Chile | 1998      |
| Deportes Puerto Montt | Chile | 1999-2001 |
| Deportes Temuco       | Chile | 2002      |
| Cobresal              | Chile | 2003-2006 |
| Deportes La Serena    | Chile | 2007-2008 |
| Coquimbo Unido        | Chile | 2009      |